# Markéta Hejkalová

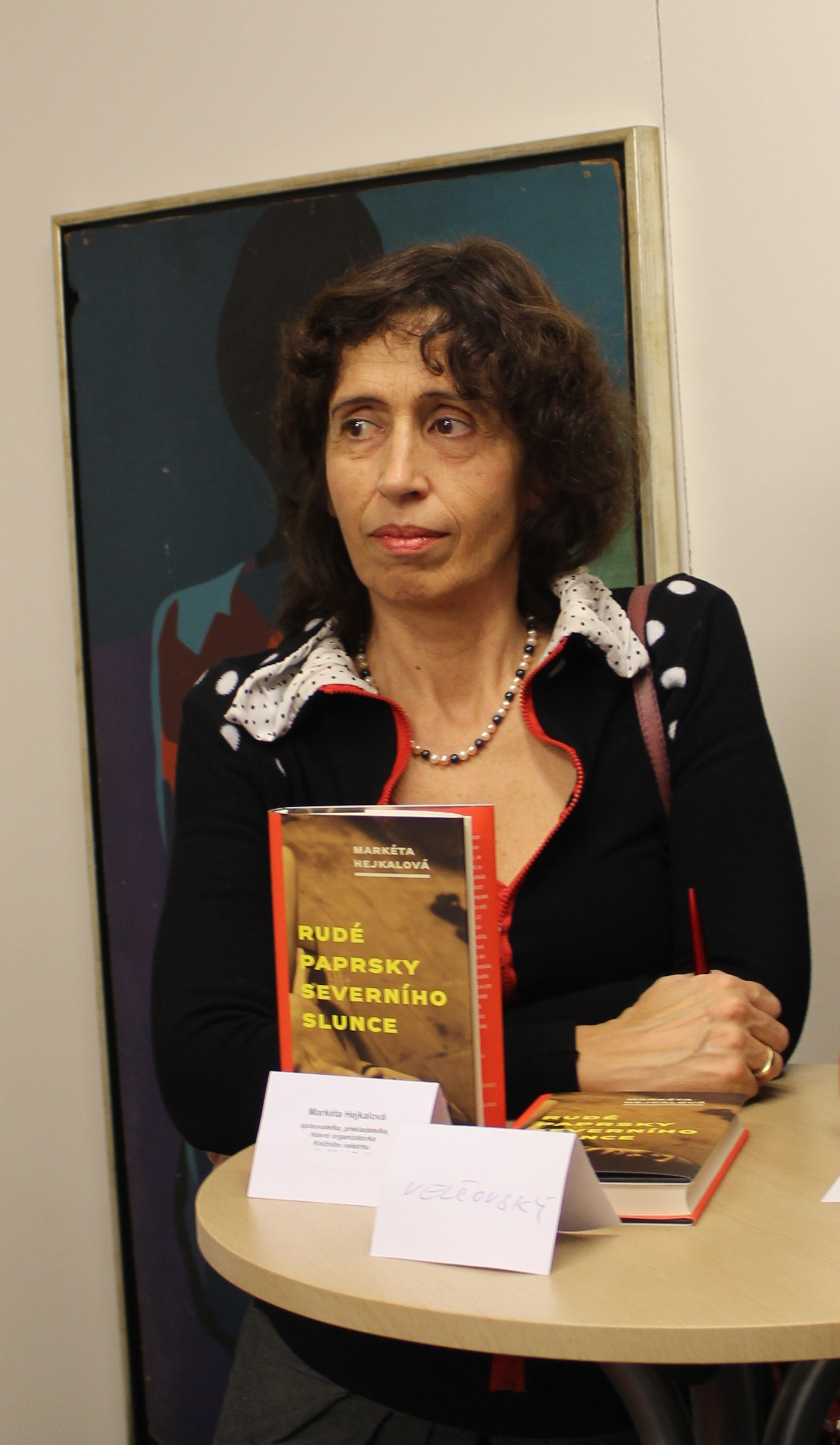
Markéta Hejkalová (2014)

Markéta Hejkalová (* 29. Februar 1960 in Prag) ist eine tschechische Verlegerin, Schriftstellerin, Übersetzerin sowie Gründerin und Leiterin der Herbst-Buchmesse.

## Leben
Hejkalova studierte Finnisch und Russisch an der Karls-Universität in Prag. Danach war sie Redakteurin bei einem staatlichen Verlag. Sie schrieb ein Buch über Mika Waltari. Sie ist Leiterin der von ihr 1991 gegründeten Herbst-Buchmesse in Havlíčkův Brod, der zweitgrößten Buchmesse in Tschechien.
1994 gründete sie mit ihrem Mann Martin den Hejkal-Verlag, den sie leitet und der 50 Bücher publizierte. Von 1996 bis 1999 war sie Konsulin sowie Kulturattachée in der tschechischen Botschaft in Helsinki.
Seit 2009 arbeitet sie für das tschechische Außenministerium.
Hejkalová ist Vizepräsidentin des tschechischen P.E.N.-Zentrums, Vorsitzende des Komitees schreibender Häftlinge und aktives Mitglied des Internationalen P.E.N.
Sie schrieb Romane, Kurzgeschichten, Sachbücher sowie ein Kinderbuch. Sie übersetzte Bücher aus dem Finnischen, Russischen und Englischen ins Tschechische.

## Werke
- Šli myšáci do světa 1994
- Ženy a cizinci na konci tisíciletí 2002, ISBN 80-86026-17-5.
- Finsko Libri 2003
- Vždycky jedna noc 2004
- Slepičí lásky 2006
- Fin Mika Waltari (Der Finne Mika Waltari) 2007
  - Englisch: Mika Waltari the Finn. übersetzt von Gerald Turner 2008, ISBN 978-951-0-34335-7.
- Kouzelník z Pekingu Roman, 2008
  - Deutsch: Der Zauberer aus Peking. Braumüller Literaturverlag, Wien: 2012, ISBN 978-3-99200-056-2.
- Důkazy jejího života 2010
- Po odnoj prichodjat noči Globus 2011 (russisch)
- U nas v evrope. ISBN 978-80-85005-71-4.